# Testfunktion
Als Testfunktionen bezeichnet man in der Mathematik gewisse Typen von Funktionen, die in der Distributionentheorie eine wesentliche Rolle spielen. Üblicherweise fasst man Testfunktionen eines bestimmten Typs zu einem Vektorraum zusammen. Die zugehörigen Distributionen sind dann lineare Funktionale auf diesen Vektorräumen. Ihr Name rührt daher, dass man die Distributionen (im Sinne linearer Abbildungen) auf die Testfunktionen anwendet und dadurch testet.
Es gibt verschiedene Arten von Testfunktionen. In der mathematischen Literatur werden häufig der Raum der glatten Funktionen mit kompaktem Träger oder der Schwartz-Raum als Testfunktionenraum bezeichnet.
Testfunktionen spielen eine wichtige Rolle in der Funktionalanalysis, etwa bei der Einführung des Begriffs der schwachen Ableitung, sowie in der Theorie der Differentialgleichungen. Ihre Ursprünge liegen in der Physik und den Ingenieurwissenschaften (mehr dazu im Artikel Distribution (Mathematik)).

## Glatte Funktionen mit kompaktem Träger

### Definition
Eines der häufigsten Beispiele für einen Testfunktionenraum ist die Menge
{\displaystyle C_{c}^{\infty }(\Omega )=\{\phi \in C^{\infty }(\Omega )\,|\,\operatorname {supp} \,(\phi )\mathrm {~ist~kompakte~Teilmenge~von~} \Omega \},}

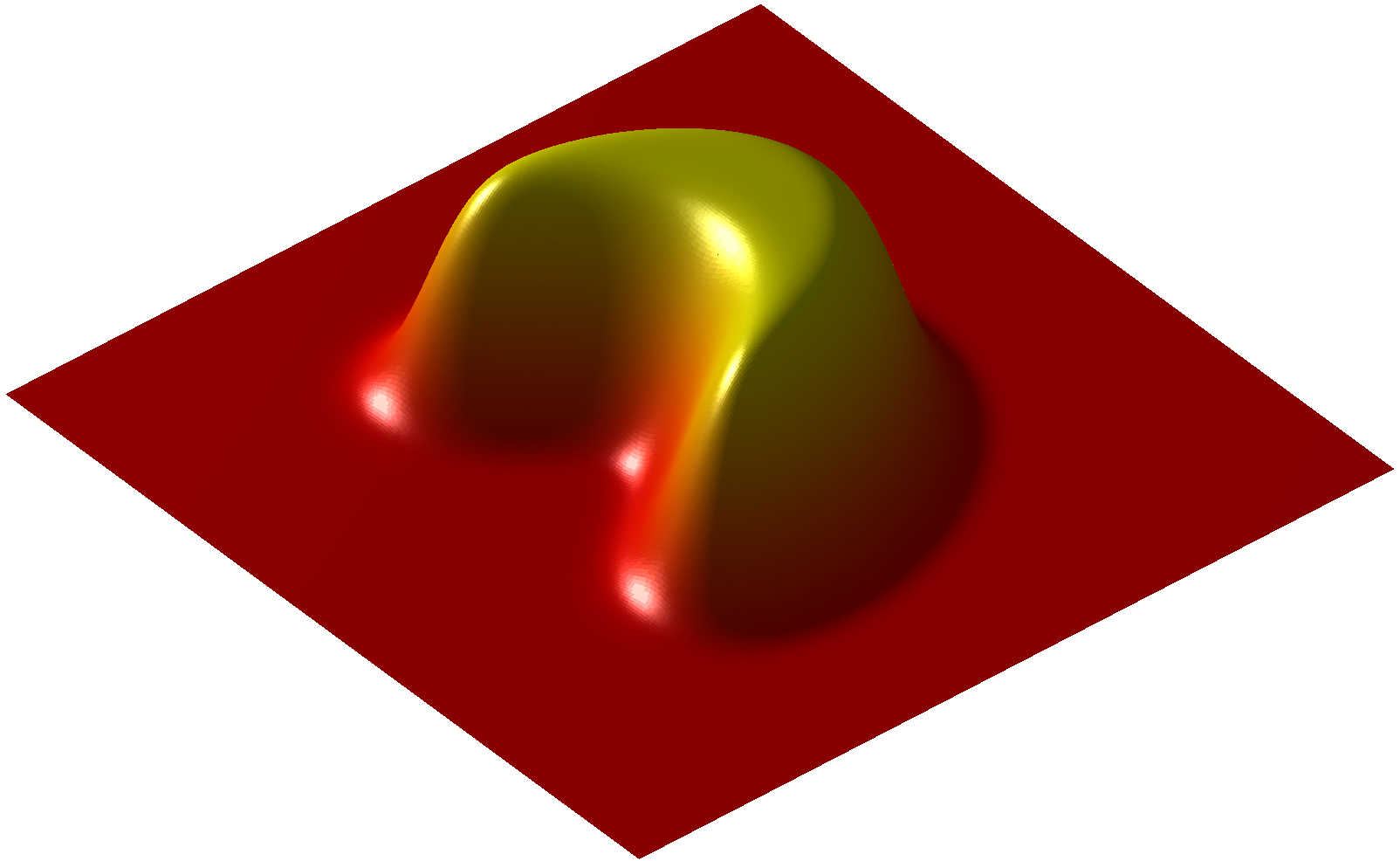
Der Graph einer Testfunktion in zwei Variablen

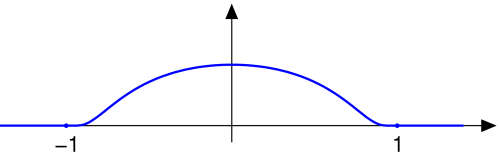
Die Funktion für b = 1

also der Raum aller unendlich oft differenzierbaren Funktionen, die einen kompakten Träger haben, das heißt außerhalb einer kompakten Menge gleich null sind. 
Um den Raum der Testfunktionen zu erhalten, wird auf diesem Funktionenraum noch eine Topologie definiert. Diese Topologie erhält man aus einem Konvergenzbegriff, der auf diesem Raum definiert wird. Eine Funktionenfolge
{\displaystyle (\phi _{j})_{j\in \mathbb {N} }}
mit
{\displaystyle \phi _{j}\in C_{c}^{\infty }(\Omega )} 
konvergiert gegen {\displaystyle \ \phi }, wenn es ein Kompaktum 
{\displaystyle K\subset \Omega } 
gibt mit 
{\displaystyle \operatorname {supp} (\phi )\subset K},
{\displaystyle \operatorname {supp} (\phi _{j})\subset K} 
für alle {\displaystyle j} und
{\displaystyle \lim _{j\rightarrow \infty }\sup _{x\in K}\left|{\frac {\partial ^{\alpha }}{\partial x^{\alpha }}}\left(\phi _{j}(x)-\phi (x)\right)\right|=0}
für alle Multiindizes {\displaystyle \alpha \in \mathbb {N} ^{n}} gilt. 
Der Raum {\displaystyle C_{c}^{\infty }(\Omega )}, zusammen mit diesem Konvergenzbegriff, wird in der Literatur häufig mit {\displaystyle {\mathcal {D}}(\Omega )} notiert.

### Beispiele
Ein Beispiel einer Testfunktion mit kompaktem Träger {\displaystyle [-b,b]} ist
{\displaystyle \phi _{b}(x):={\begin{cases}\exp {\frac {b^{2}}{x^{2}-b^{2}}}&|x|<b\\0&|x|\geq b.\end{cases}}}
Ein weiteres Beispiel ist die Familie von {\displaystyle {\mathcal {C}}^{\infty }}-Funktionen mit Träger {\displaystyle [0,r]} ({\displaystyle r>0})

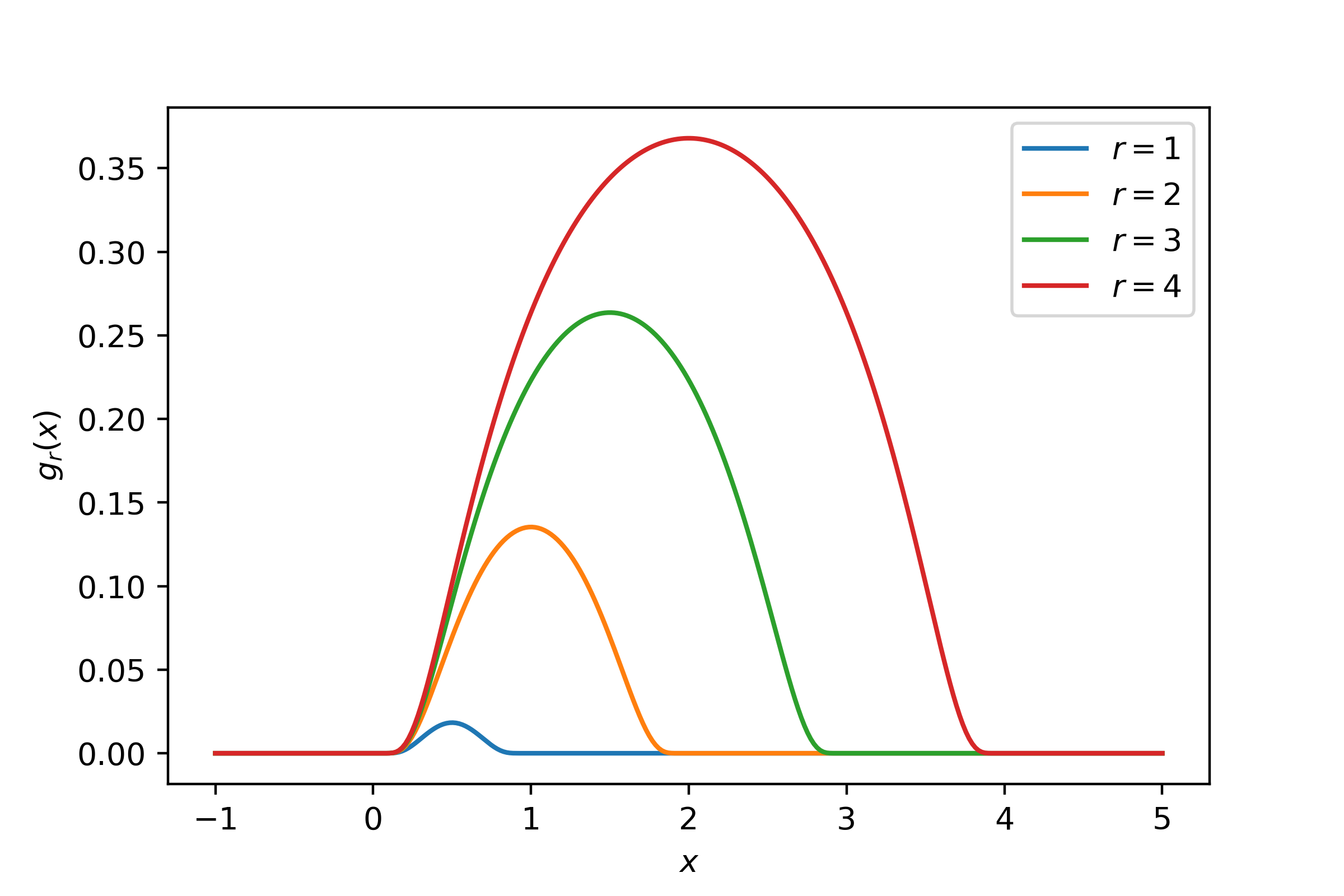
Plots von

{\displaystyle g_{r}(x):=f(x)\cdot f(r-x),{\text{ wobei }}f(x):={\begin{cases}0&x\leq 0\\\exp \left(-{\frac {1}{x}}\right)&x>0\end{cases}}}

### Eigenschaften
Beliebige Ableitungen von {\displaystyle \phi \in C_{c}^{\infty }(\Omega )} liegen ebenfalls in {\displaystyle C_{c}^{\infty }(\Omega )}. Das liegt an der Eigenschaft {\displaystyle \phi \in C^{\infty }(\Omega )} und an der Tatsache, dass der Träger einer Funktion den Träger ihrer Ableitung enthält.
Sei {\displaystyle \Omega \subset \mathbb {R} ^{n}} eine offene Teilmenge von {\displaystyle \mathbb {R} ^{n}}.
- Dann ist der Testfunktionenraum ein lokalkonvexer Vektorraum, genauer ein (LF)-Raum.
- Der Testfunktionenraum {\displaystyle {\mathcal {D}}(\Omega )} erfüllt die Heine-Borel-Eigenschaft.
- Der Raum {\displaystyle {\mathcal {D}}(\mathbb {R} ^{n})} ist ein Unterraum des Schwartz-Raums. Er liegt sogar dicht im Schwartz-Raum und ist somit auch dicht in {\displaystyle L^{p}(\mathbb {R} ^{n})} für {\displaystyle 1\leq p<\infty }.[2]

## Schwartz-Raum
Ein weiterer Raum, der häufig als Testfunktionenraum bezeichnet wird, ist der Raum der schnell fallenden Funktionen, auch bekannt als der Raum der schwartzschen Testfunktionen oder Schwartz-Raum. Sein Dualraum heißt Raum der temperierten Distributionen und wird mit {\displaystyle {\mathcal {S}}'(\mathbb {R} ^{n})} notiert.

## Raum der glatten Funktionen
Der Raum der glatten Funktionen auf {\displaystyle \mathbb {R} ^{n}} zusammen mit ihrer lokalkonvexen Topologie, die durch die Familie von Halbnormen
{\displaystyle f\in C^{\infty }(D)\mapsto \sum _{|\alpha |=m}\sup _{x\in K}\left|{\frac {\partial ^{\alpha }}{\partial x^{\alpha }}}f(x)\right|}
induziert wird, findet auch Anwendung als Testfunktionenraum. Dieser Raum wird mit {\displaystyle {\mathcal {E}}(\mathbb {R} ^{n})} notiert. Sein Dualraum {\displaystyle {\mathcal {E}}'(\mathbb {R} ^{n})} ist der Raum der Distributionen mit kompaktem Träger.

## Sobolev-Räume
Auch der Sobolev-Raum {\displaystyle H^{k}(\mathbb {R} ^{n})} für eine beliebige reelle Zahl {\displaystyle k>0} kann als Testfunktionenraum aufgefasst werden. Dieser Unterraum von {\displaystyle L^{2}(\mathbb {R} ^{n})} ist ebenfalls ein Hilbertraum. Bezüglich der dualen Paarung {\displaystyle \textstyle (u,v):=\int _{\mathbb {R} ^{n}}u(x){\overline {v(x)}}\mathrm {d} x} ist allerdings {\displaystyle H^{-k}(\mathbb {R} ^{n})\subset {\mathcal {S}}'(\mathbb {R} ^{n})} der entsprechende Distributionenraum.

## Der Satz von Riesz-Markov
Mit Hilfe des Darstellungssatzes von Riesz-Markow lässt sich der Dualraum des Raums der stetigen Funktionen auf einem kompakten Definitionsbereich {\displaystyle K} schreiben als
{\displaystyle (C(K))^{\prime }\cong M(K),}
wobei {\displaystyle M(K)} der Raum der regulären Borelmaße ist. Die Isomorphie ist dadurch gegeben, dass ein Funktional {\displaystyle I:C(K)\rightarrow \mathbb {C} ,} stets in der Form
{\displaystyle I(f)=\int f(x)d\mu (x),\quad \mu \in M(K),}
geschrieben werden kann. Die Integralschreibweise legt nahe, dass es auch für diese beiden Räume möglich ist, Distributionentheorie zu betreiben.

## Allgemeinere Testfunktionenräume
Prinzipiell lässt sich das Konzept von Testfunktionen und Distributionen auf andere Beispiele übertragen, in denen man einen Funktionenraum und seinen Dualraum zur Verfügung hat. Der Grundgedanke besteht darin, dass man einen Vektorraum {\displaystyle {\mathcal {D}}} von Funktionen betrachtet. Da man häufig auf Begriffe wie Stetigkeit und Konvergenz zurückgreifen möchte, sollte der Vektorraum ein topologischer Vektorraum oder besser noch ein lokalkonvexer Raum sein. Die Distributionen, die zu dem Raum {\displaystyle {\mathcal {D}}} gehören sind dann Elemente des topologischen Dualraums {\displaystyle {\mathcal {D}}^{\prime }}.
Mit Hilfe der dualen Paarung kann man das Anwenden einer Distribution {\displaystyle T\in {\mathcal {D}}^{\prime }} auf eine Testfunktion {\displaystyle f\in {\mathcal {D}}} in der Form
{\displaystyle T(f)=\langle f,T\rangle }
schreiben. Die Notation erinnert stark an ein Skalarprodukt, und in der Tat denkt man dabei häufig an das {\displaystyle L^{2}}-Skalarprodukt, so dass man (formal) auch
{\displaystyle T(f)=\langle f,T\rangle =\int f(x)T(x)dx}
schreibt (beachte, dass {\displaystyle T} keine Funktion ist und das Integral daher nicht immer wohldefiniert ist). Damit diese Interpretation einen Sinn ergibt, verlangt man in aller Regel, dass der Raum {\displaystyle {\mathcal {D}}} ein stetig eingebetteter Teilraum eines Vektorraums integrierbarer Funktionen ist, z. B. {\displaystyle L^{1}(\mathbb {R} ^{n}),L^{2}(\mathbb {R} ^{n})} oder {\displaystyle L_{lok}^{1}(\mathbb {R} ^{n})}.